# دانه‌پاشلک شکم‌سفید
دانه‌پاشلک شکم‌سفید (نام علمی: Attagis malouinus) گونه‌ای از پرندگان در زیرراسته Scolopaci از راستهٔ سلیم‌سانان (Charadriiformes)، پرندگان ساحلی است که در آرژانتین و شیلی یافت می‌شود.